# 음악 비디오 게임

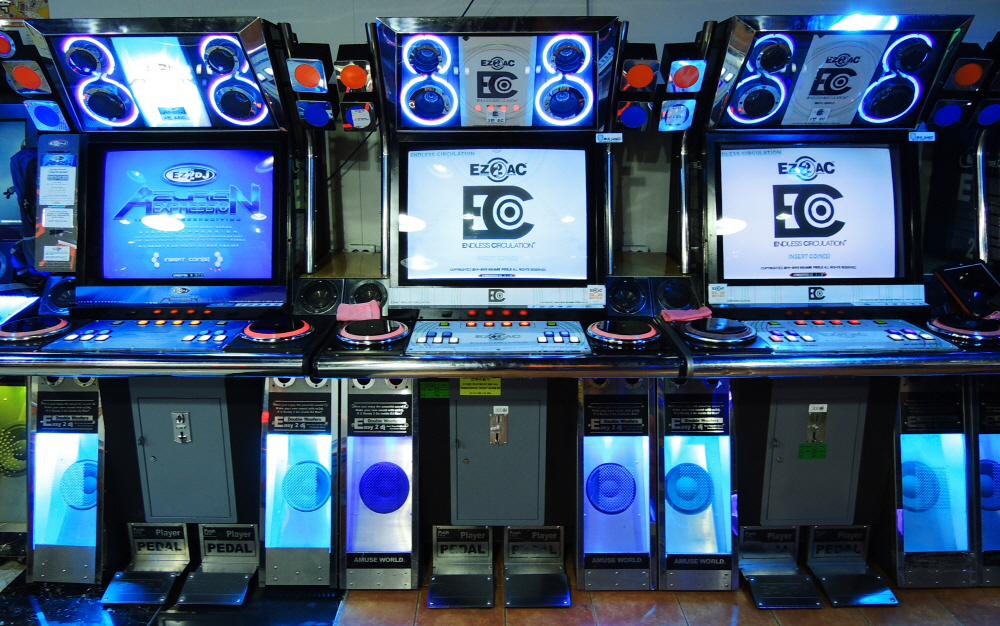

음악 게임(Music video game, Music game)은 음악을 게임의 주 요소로 삼은 비디오 게임의 한 장르이다.

## 주요 장르

### 리듬 게임
리듬 게임이란 음악에 맞춰서 손, 혹은 몸을 사용해 조작하는 게임을 총칭하는 말이다. 리듬 액션 게임이라고도 한다. 1996년 소니 컴퓨터 엔터테인먼트사의 파라파 더 래퍼를 시작으로 다양한 리듬 게임이 출시되었는데, 특히 1998년 코나미사에서 아케이드 게임장용으로 출시한 비트매니아를 시작으로 리듬 게임 열풍이 불기 시작해 다양한 리듬 게임 시리즈가 출시되었다.

## 같이 보기
- 비디오 게임 음악